# Barclay & Crousse Architecture

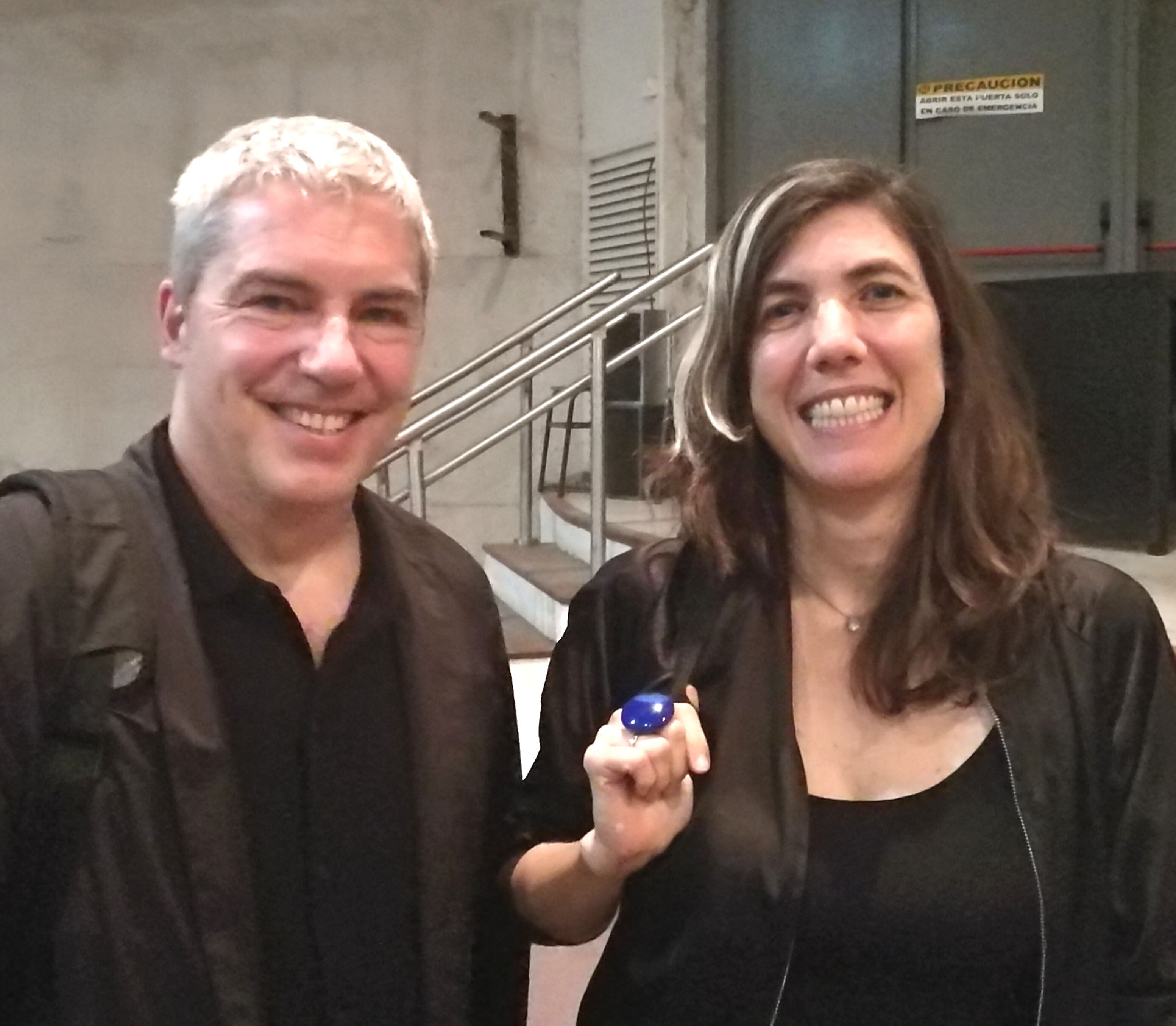
Jean Pierre Crousse und Sandra Barclay

Barclay & Crousse Architecture ist ein Architekturbüro, das die peruanischen Architekten Sandra Barclay und Jean Pierre Crousse 1994 in Paris gründeten. Seit 2006 befindet sich der Firmensitz in Lima, Peru. Die Architekten wurden für ihre Projekte 2013 mit dem CICA-Preis für lateinamerikanische Architektur, verliehen vom internationalen Komitee der Architekturkritiker in Buenos Aires, 2014 und 2018 mit dem Nationalen Architekturpreis von Peru (Hexágono de Oro) und 2018 mit dem Mies Crown Hall of the Americas Award ausgezeichnet.

## Geschichte

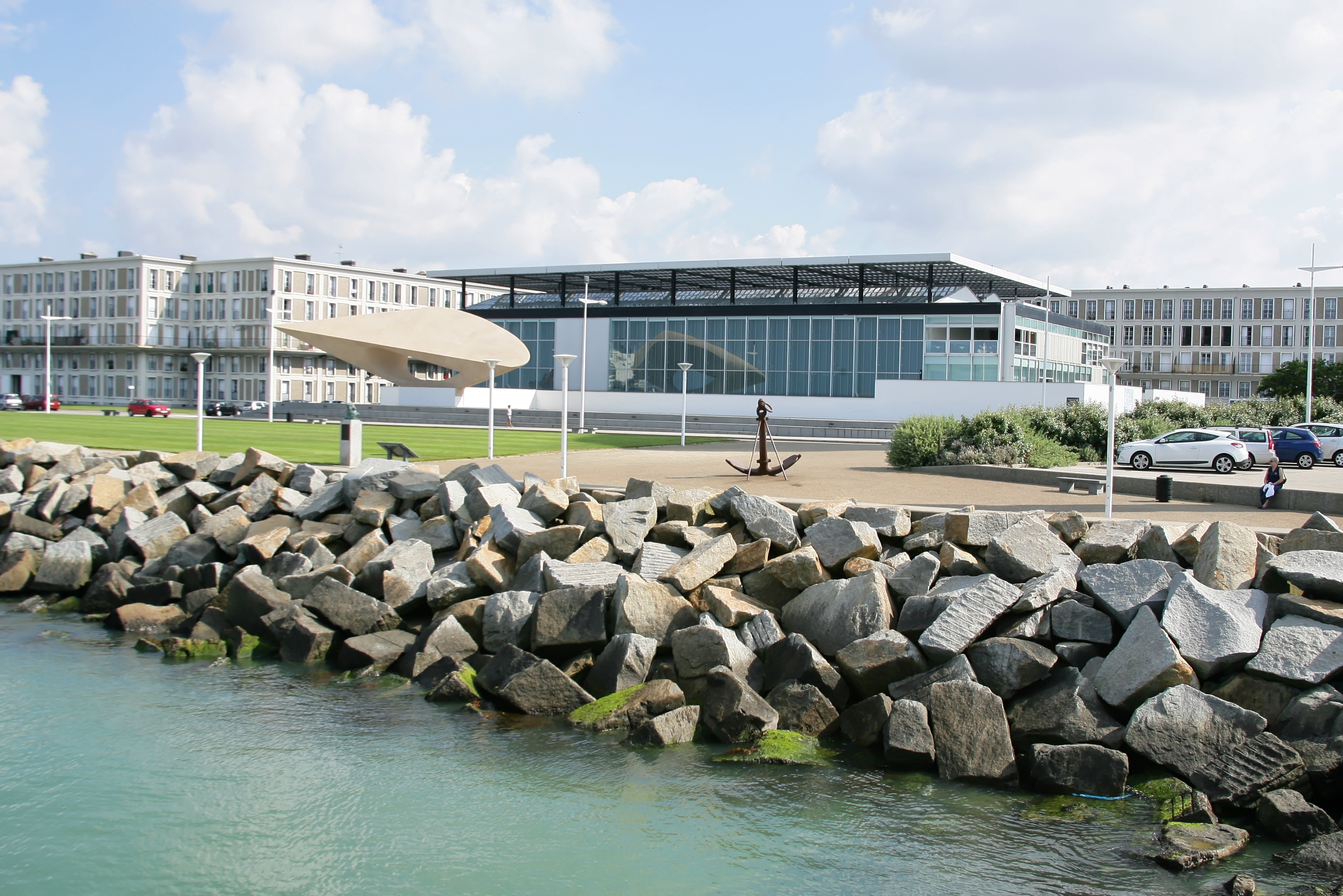
Musée d'art moderne André-Malraux (MuMa), Le Havre, Frankreich 1999

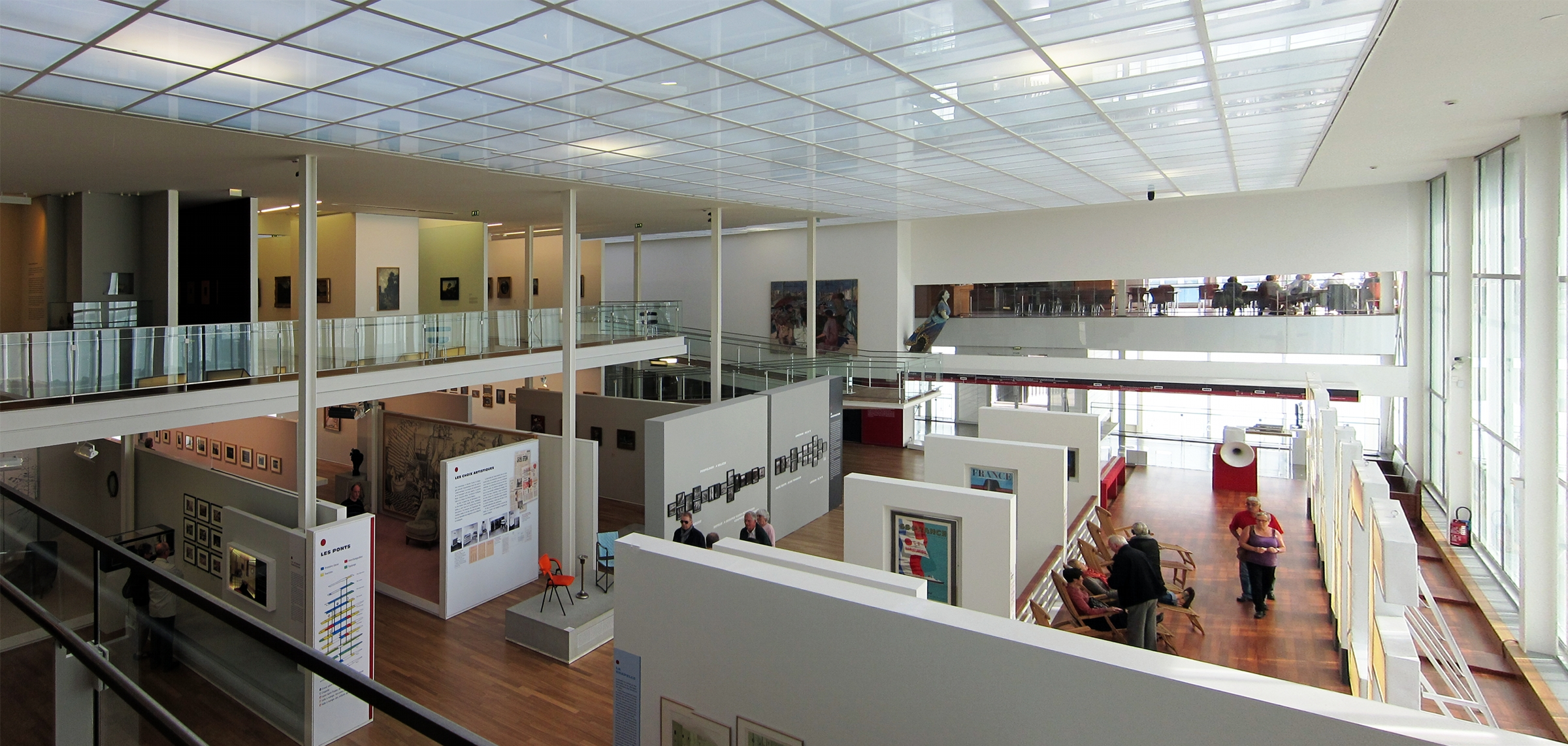
Musée d'art moderne André-Malraux (MuMa), Le Havre, Frankreich 1999

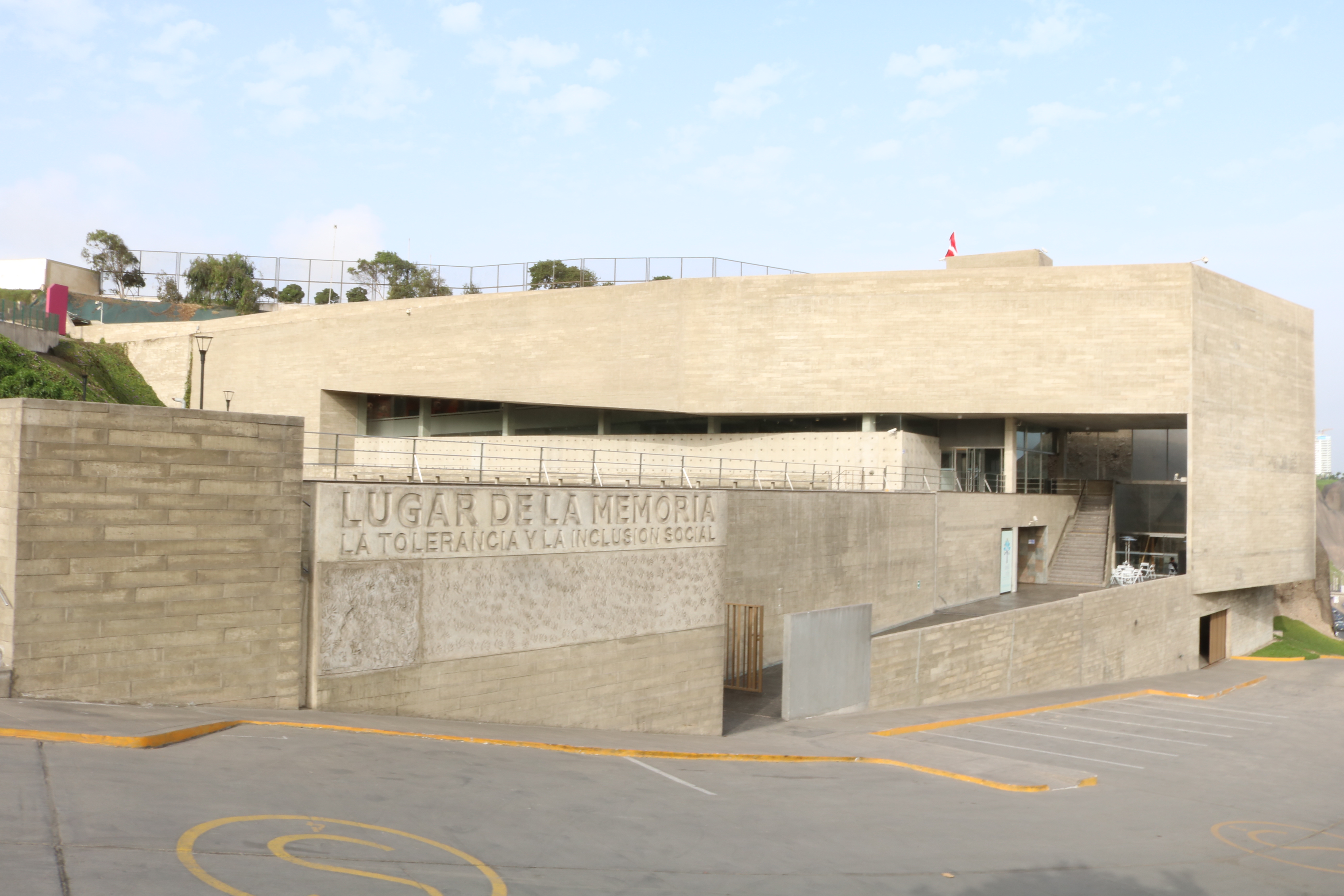
Lugar de la memoria, Peru 2013

Das Architekturbüro war 17 Jahre in Paris ansässig und realisierte vor allem Projekte in Frankreich. Ein erster großer Erfolg war die Zusammenarbeit mit Beaudouin Architectes bei der Umgestaltung des Kulturhauses in Le Havre in das Musée Malraux: Das Design des 1999 fertiggestellten Projektes wurde für den Prix de l'Équerre d’argent nominiert. Die Erstellung des Gebäudes war von André Malraux als Kulturhaus in Auftrag gegeben worden. Die Architekten Guy Lagneau, Jean Dimitrijevic, Michel Weil und Raymond Audigier und Jean Prouvé als Berater realisierten damit 1961 einen der bemerkenswerten Museumsbauten der Nachkriegszeit. Die 1995 beginnende Renovierung diente der Umgestaltung für den neuen Nutzen, dem Ausgleich verschiedener Mängel und der Anpassung des Gebäudes an neue technologische Anforderungen. Es wurde ein zentraler Ausstellungsraum, eine effektive Beschattung und eine neue Besucherführung geschaffen. In einem Zwischengeschoss wurden kleinere Räume für Einzelausstellungen untergebracht. Zur Lichtfilterung der Westseite wurden transparente, beschichtete und drehbare Lamellen eingesetzt. Nach dem Eintreffen einer Spende 2006 nahmen Laurent Beaudouin und Sandra Barclay eine Vergrößerung von Ausstellungsräumen vor und integrieren einen neuen Lichtschacht.
Nachdem Barclay und Crousse um 2000 das Angebot bekommen hatten, drei Häuser in Peru zu entwerfen (Casa M, Casa B und Casa Equis), verlegten sie nach deren Fertigstellung 2006 den Firmensitz nach Lima, wo sie von da an schwerpunktmäßig Projekte verwirklichten. Einige Projekte entstanden auch danach noch in Frankreich in Zusammenarbeit mit Guilhem Roustan und Jean Marc Viste, den Partnern des Pariser Architekturbüros Nord-Sud.
Zahlreiche Preise gewannen Barclay & Crousse für das Archäologiemuseum in Paracas. Es wurde in Perus Wüstenregion an der Küste auf den Ruinen des ehemaligen Archäologiemuseums gebaut, das 2007 durch ein Erdbeben zerstört worden ist. Das Gebäude besteht aus einem Museums- und Konservierungsbereich und einem Lernbereich mit interaktiven Möglichkeiten. Große Sorgfalt verwandten die Architekten auf die Integration des Gebäudes in die Landschaft, ohne wichtige kulturellen Ursprungsorte zu zerstören. Ein langgezogener Bau aus rötlichem, unverputztem Zement passt sich in die Dünen ein und erweckt Aufmerksamkeit durch vier regelmäßig angeordnete, quergelegte Quader mit Panoramafenster im Obergeschoss.
2016 konnte die Erweiterung der Universidad de Piura (UDP) abgeschlossen werden. Die Architekten konzipierten ihre Gebäude als eine Fortsetzung des im trockenen Wüstenklima wachsenden Johannisbrotbaum-Waldes. Von außen erscheinen die Gebäude monolithisch, von innen gesehen gliedert sich die hohen Räume auf und bieten sowohl Licht, als auch ausreichend Schatten und natürliche Belüftung in dem trocken-heißen Klima.
Für den Sitz der Regionalregierung von Moquegua wählten die Architekten die Zylinderform. Das Gebäude stellt damit formal eine Beziehung her zu dem in der Nähe gelegenen Berg Cerro Baúl. Auch hier wurde darauf geachtet, genügend Licht ins Gebäude zu lassen und das Eindringen der Hitze zu verhindern.

## Ziele
In ihren Projekten legen sie Wert sowohl auf die Herstellung einer Beziehung zum jeweiligen Ort als auch auf das menschliche Wohlbefinden.

„Wir betrachten unsere Projekte als Teil eines Designlabors, das die Verbindungen zwischen Landschaft, Klima und Architektur erforscht, um jene Vorstellungen von Technologie, Nutzung und Lebensqualität in Frage zu stellen, die von den spezifischen Bedingungen der Entwicklungsländer beeinflusst werden können und in einem globalen Kontext relevant sind.“

## Projekte und Preise
Die Projekte und die projektbezogenen Preise und Auszeichnungen werden, nach Kategorien getrennt, in der Reihenfolge der Fertigstellung aufgelistet.
Öffentliche Bauten
- 1999: Mit Laurent et Emmanuelle Beaudouin: Umgestaltung des ursprünglichen Kulturhauses in das Musée d’art moderne André Malraux in Le Havre, Frankreich.[7] 1999 Nominierung für den Prix de l'Équerre d’argent.[8]
- 2012: Museo de Sitio Julio C. Tello de la Cultura Paracas, Archäologisches Museum in Paracas, Peru.[9][10][11] 2012: Erster Preis in der Sparte Kulturgebäude auf der XV. Bienal de Arquitectura del Perú / 2016: BAQ2016, Internationaler Gewinner in der Kategorie Architekturdesign auf der XX. Bienal Panamericana de Architectura de Quito (BAQ)[12] / 2018: „New Culture Destination of the Year“, verliehen von Leading Culture Destination (LCD Award) / 2018: Nominierung für den Mies Crown Hall of the Americas Prize (MCHAP) von der IIT, Chicago[13]
- 2012: Visual Arts school, Lima, Perú.[14]
- 2013: Lugar de la Memoria, la Tolerancia y la Inclusión Social (Ort der Erinnerung, der Toleranz und der sozialen Integration), Kulturzentrum für die Versöhnung der peruanischen Völker, Ausstellungsräume, Forschungszentrum und Auditorium in Lima, Peru.[15] 2013: Lateinamerika-Preis auf der XIV. Internationale Architekturbiennale Buenos Aires / 2013: CICA-Preis für lateinamerikanische Architektur verliehen vom internationalen Komitee der Architekturkritiker in Buenos Aires / 2014: Nominierung für den Mies Crown Hall of the Americas Prize (MCHAP) von der IIT, Chicago / 2014: Hexágono de Oro, vergeben auf der XVI. Bienal de Arquitectura del Perú (Peruanischen Architekturbiennale)[16] / 2016: Erster Preis des Premio Oscar Niemeyer im Rahmen der XX. Panamerikanischen Architekturbiennale von Quito 2016.[17]
- 2016: Aulario E, Erweiterung der Universidad de Piura (UDEP) um Unterrichtsräume und Büros, Piura, Peru.[18] 2018: Gewinner des Mies Crown Hall of the Americas Prize (MCHAP) / 2018: Gewinner des Hexágono de Oro auf der XVIII. Peruanischen Architekturbiennale[19] / 2019: Obra del Año (ODA award; Werk des Jahres) der Zeitschrift Archdaily / 2019: Shortlisted project für den Royal Architectural Institute of Canada International Prize[13]  / 2020: 3. Preis des Premio Oscar Niemeyer für Lateinamerikanische Architektur.[20][21]
- 2018: Sitz der Regionalregierung in Mariscal Nieto, Moquegua, Peru. 2018 Erster Preis in der Kategorie „Öffentliche Gebäude“ auf der XVIII. Peruanischen Architekturbiennale.[22] / 2018: Gewinner des Premio Arquitectura y Ciudad (Preis für Architektur und Stadt) der Cámara Peruana de la Construcción (Peruanische Kammer für Bauwesen) in der Kategorie „Öffentliche Einrichtungen und Infrastruktur“.[23]

Privatwirtschaftliche Gebäude
- 2003: Le Gambetta offices, Bürogebäude in Malakoff bei Paris.[24]
- 2005: Rambouillet racecourse, Zuschauerränge für eine Pferderennbahn in Rambouillet, Frankreich.[25]
- 2006: Le Kioske, La Escondida, Provinz Cañete, Peru.[26]
- 2013: Dentaid offices, Lima.[27]
- 2014: El Bosque Boutiques, San Isidro, Lima.[28]
- 2014: La isla, Clubhaus in La isla, Asia, Peru.[29]
- 2015: Beehive offices, Bürohaus in Lima.[30]
- 2015: AmarDeLima, Restaurant in Lima.[31]
- 2020: Limaná, Restaurant in San Isidro, Lima.[32]

Wohngebäude

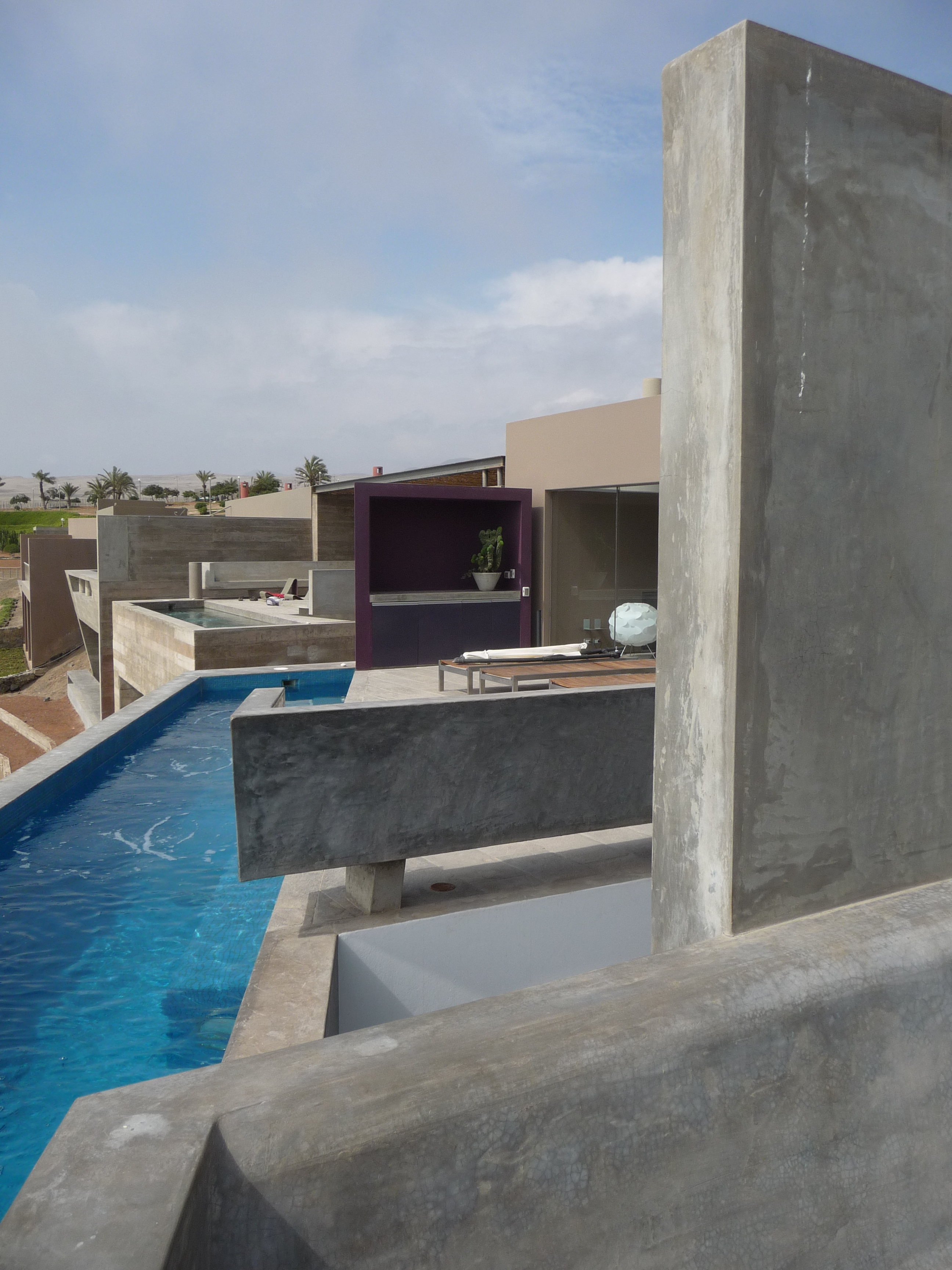
Casa Vedoble, Peru 2009

- 2001: Casa M, Playa La Escondida, Provinz Cañete, Peru.[33]
- 2001: Casa B, Playa La Escondida, Provinz Cañete, Peru.[34]
- 2003: Casa Equis, Cañete, Peru. 2003: Anerkennung im Rahmen des Emerging Architecture Award, verliehen von der britischen Zeitschrift Architectural Review / 2004: Record Houses Award für „Exzellenz in Design“ von der US-amerikanischen Zeitschrift Architectural Record / 2004: Zweiter Preis für das beste konstruierte Werk auf der IV. Iberoamerikanischen Architekturbiennale in Lima / 2005: 5. Premio Padis (Glaspadis für das beste Design), Lima / 2014: Nominierung für den Mies Crown Hall of the Americas Prize (MCHAP) in der Kategorie „Emerging architecture“, vom Illinois Institute of Technology (IIT), Chicago.[35]
- 2005: Logements Victor Hugo, drei Gebäude für Miet- und Eigentumswohnungen in Montreuil, Frankreich.[36][37]
- 2005: Casa H, Gers, Frankreich.[38]
- 2008: Casa M3, Asia, Peru.[39]
- 2009: Casa Vedoble (W), Provinz Cañete, Peru.[40] 2012: auf der Shortlist als bestes Privathaus bei Wallpaper Design Awards.[41]
- 2009: Huayoccari, Ländliche Siedlung in Cusco, Peru.[42]
- 2009: Résidence étudiante Frida Kahlo, Studentenwohnheim in Montreuil, Frankreich.[43][44] 2001: Hohe Anerkennung im Rahmen des Emerging Architecture Award, verliehen von der britischen Zeitschrift Architectural Review.[1]
- 2009: 3G houses, Lima, Peru.[45]
- 2010: Casa F, Lima, Peru.[46]
- 2010: AS apartments, Lima, Peru. 2010: 2. Preis beim nationalen Wettbewerb um architektonische Qualität, verliehen vom Colegio de arquitectos del perú (Peruanische Architektenvereinigung).[47]
- 2010: Les alées du parc housing, Zac Bottières Chenaie, Nantes, Frankreich.[48]
- 2011: R3 houses, Lima, Perú. 2012: Erster Preis in der Kategorie Neues Bauen, Ein- oder Zweifamilienhaus bei der XV. Architekturbiennale in Peru / 2012: Erster Preis für „Individuelles Wohnen“ von der Peruanische Architektenvereinigung.[49]
- 2011: Casa O3, Cerro colorado, Provinz Cañete, Peru.[50]
- 2012: El Olivar Townhouse, Lima.[51]
- 2013: Casa M6, Punta hermosa, Lima.[52]
- 2013: Casa D, La Molina, Lima.[53]
- 2014: Venice apartments, San Borja, Lima.[54]
- 2014: Las Dalias apartments, Lima.[55]
- 2015: Casa T, Pachacámac, Peru.[56]
- 2017: Casa C3, Marina lancheros, Ancón, Peru.[57]
- 2017: UN Park Apartments, Miraflores, Lima.[58]
- 2017: MG apartments, Lima.[59]
- 2018: Casa Huayoccari, Cusco, Peru.[60] 2020: Preis für beste Farbzusammenstellung bei Wallpaper Design Awards.[61] / 2022: Ausgestellt in der École Nationale Superieure de Architecture de Paris-Belleville als symbolträchtiges Hausdesign in der Kategorie „Wohnen im rechten Winkel, niedriges Zwischengeschoss“.[62]
- 2019: Casa A4, Lima.[63]
- 2020: Edificio MG, Siedlung in Santiago de Surco, Lima. Finalist für den Premio Arquitectura y Ciudad (Preis für Architektur und Stadt) der Cámara Peruana de la Construcción (Peruanische Kammer für Bauwesen) in der Kategorie „Mehrfamilienhäuser niedriger und mittlerer Dichte“.[23]

Architekturbiennale Venedig

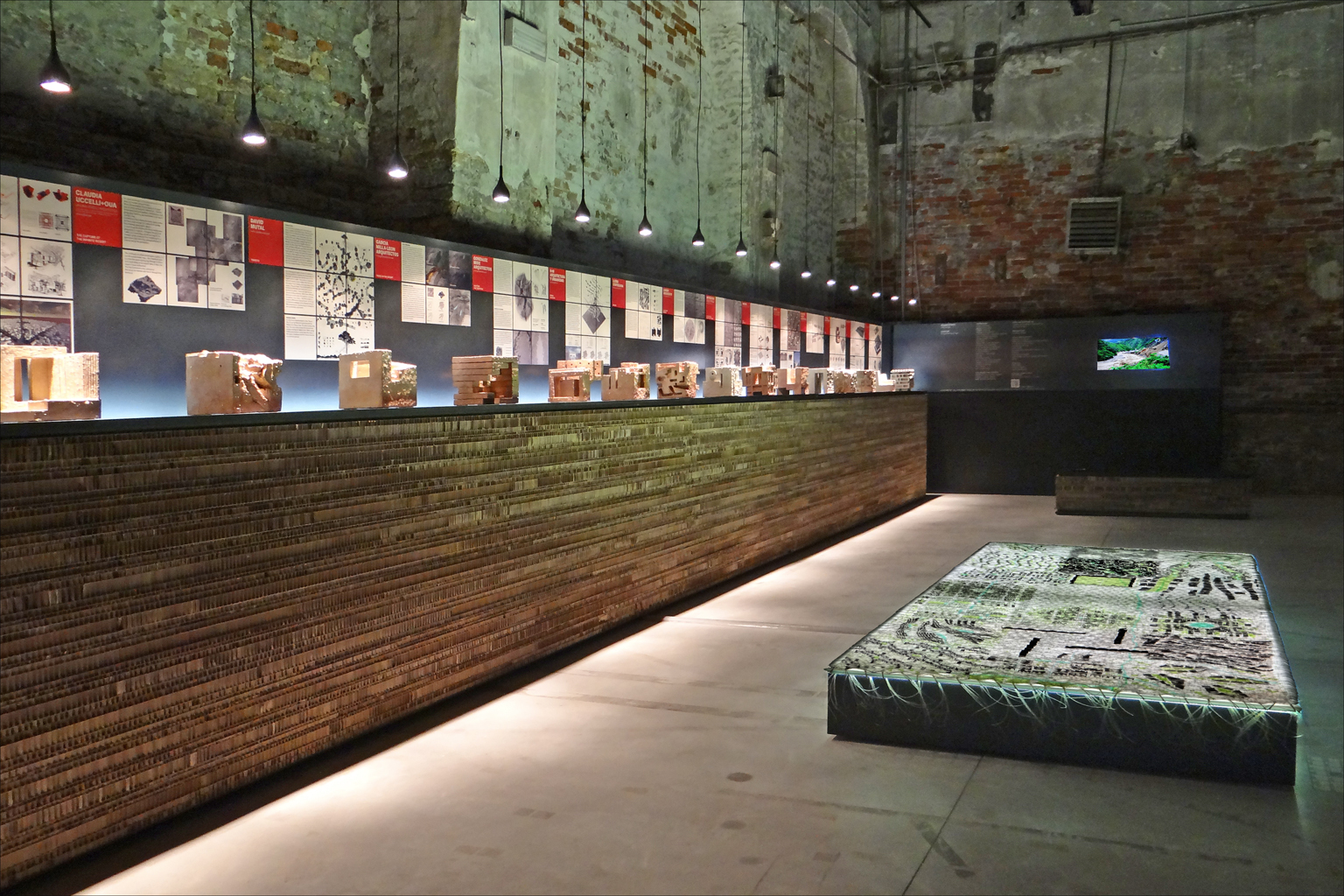
Pavillon von Peru auf der Architekturbiennale Venedig 2012

- 2012: Yucun or Inhabit the desert (Yucun oder Die Wüste bewohnen), gestaltete Sandra Barclay den Pavillon von Peru im Arsenale auf der 13. Architekturbiennale Venedig.
- 2016: Our Amazon front line (Unsere Amazonas-Frontlinie), Barclay und Crousse waren Kuratoren des peruanischen Pavillons bei der 15. Architekturbiennale Venedig und errangen den ersten Preis.
- 2018: Barclay & Crousse Architecture nahmen an der Hauptausstellung der 16. Architekturbiennale Venedig teil und erhielten eine besondere Erwähnung der Jury.
- 2021: Sandra Barclay war Mitglied der Jury für die 17. Architekturbiennale Venedig.[1][64]

## Veröffentlichungen
- Sandra Barclay, Jean Pierre Crousse: Casa B. In: ARQ. Nr. 52, 1. Dezember 2002, ISSN 0717-6996, S. 59–61 (spanisch).
- Sandra Barclay, Jean Pierre Crousse, Nicholas Du Monchaux: Between the desert and the ocean. Video einer Vorlesung an der University of California, Berkeley, im College of Environmental Design. 2006, OCLC 123247141 (spanisch).
- Sandra Barclay, Jean Pierre Crousse: Escuela de Artes Visuales. Lima, Perú. Arquitéctos 2007-2012. In: Arkinka. Revista de arquitectura, diseño y construcción. Band 17, Nr. 206, 2013, OCLC 830854699, S. 14–31.
- Sandra Barclay, Jean Pierre Crousse: Lugar de la Memoria. Lima, Perú. Arquitectos 2010-2013. In: Arkinka. Revista de arquitectura, diseño y construcción. Band 17, Nr. 211, Juni 2013, OCLC 855859878, S. 28–45 (spanisch).
- Sandra Maria Barclay, Jean Pierre Crousse de Vallongue: De Paisajes y Países. In: Bases 1. Transformar, Vincular, Operar. Fondo Editorial PUCP, Lima 2016, S. 115–120 (spanisch).
- Jean Pierre Crousse de Vallongue, Sandra Maria Barclay: Peruvian Pavillion: Our Amazon frontline. Hrsg.: José Orrego. 2016, OCLC 1021873881 (englisch).
- Sandra Barclay, Jean Pierre Crousse: Edificio NU. Miraflores, Lima, Perú. In: ARQ. Band 97, 1. Dezember 2017, ISSN 0717-6996, S. 42–51 (spanisch).
- Sandra Barclay, Jean Pierre Crousse: Paisajes del aprendizaje. Un aulario para la Universidad de Piura por Barclay et Crousse = Learning Landscapes. A Lecture Building for Piura University by Barclay and Crousse. Hrsg.: Fabrizio Foti. LetteraVentidue Edizioni, Siracusa, Italien 2018, ISBN 978-88-6242-314-4 (spanisch, englisch).
- Jean Pierre Crousse, Sandra Barclay, Mario Vargas Llosa, Miquel Adrià, Dirk Denison: Barclay and Crousse: Landscapes of Intimacy. Übersetzungen durch Fionn Petch und Quentin Pope; Fotografien von Cristóbal Palma. Editorial, Arquine 2020, OCLC 1235778489 (englisch).